# Sabiñánigo (kommunhuvudort)
Sabiñánigo är en kommunhuvudort i Spanien.   Den ligger i provinsen Provincia de Huesca och regionen Aragonien, i den nordöstra delen av landet, 400 km nordost om huvudstaden Madrid. Sabiñánigo ligger 807 meter över havet och antalet invånare är 10 378.
Terrängen runt Sabiñánigo är huvudsakligen kuperad, men österut är den bergig.Runt Sabiñánigo är det glesbefolkat, med 13 invånare per kvadratkilometer. Närmaste större samhälle är Jaca, 16,0 km väster om Sabiñánigo. 